# Фран Васкез
Франциско Васкез Гонзалез (шп. Francisco Vázquez González; Чантада, 1. мај 1983) је бивши шпански кошаркаш. Играо је на позицији центра.

## Каријера
Васкез је каријеру почео 2001. године у екипи Уникахе из Малаге. Неко време је провео на позајмицама у екипама Билбаа и Гран Канарије. Изабран је као 11. пик НБА драфта 2005. од стране Орландо меџика. Међутим, иако високо пласиран, Васкез је одлучио да остане у Европи. Сезону 2005/06. je провео у екипи Ђироне, да би у јулу 2006. потписао уговор са Барселоном. У екипи Барселоне је провео наредних шест сезона, и за то време је освојио три АЦБ лиге, четири Купа Краља, три шпанска Суперкупа, и као највреднији трофеј Евролигу у сезони 2009/10. У јулу 2012. се вратио у Уникаху. Провео је четири године у Малаги, да би након тога био играч Канаријаса са којим је 2017. године освојио ФИБА Лигу шампиона и Интерконтинентални куп. Последње две сезоне је провео у Сарагоси, након чега је 2020. године завршио играчку каријеру.
Са репрезентацијом Шпаније је наступао на Европском првенству 2005. у Србији и Црној Гори, и на Светском првенству 2010. у Турској.

## Успеси

### Клупски
- Малага:
  - Куп Шпаније (1): 2005.
- Барселона:
  - Евролига (1): 2009/10.
  - Првенство Шпаније (3): 2008/09, 2010/11, 2011/12.
  - Куп Шпаније (3): 2007, 2010, 2011.
  - Суперкуп Шпаније (3): 2007, 2010, 2011.
- 1939 Канаријас:
  - ФИБА Лига шампиона (1): 2016/17.
  - Интерконтинентални куп (1): 2017.

### Репрезентативни
- Европско првенство до 20 година:  2002.

### Појединачни
- Најкориснији играч Купа Шпаније (1): 2010.